# Liste der Flüsse in Ecuador
Dies ist eine Liste der Flüsse in Ecuador, gruppiert nach Einzugsgebiet. Die Nebenflüsse sind unter dem Namen des Hauptflusses eingerückt.

## Atlantischer Ozean
- Amazonas (Brasilien, Kolumbien und Peru)
  - Río Putumayo
    - Río San Miguel
    - Río Güepí

  - Río Napo
    - Río Jatunyacu
      - Río Verdeyacu
      - Río Mulatos
        - Río Antisana

    - Río Anzu
    - Río Misahuallí
      - Río Colmitoyacu
      - Río Inchillaqui
      - Río Lushan
      - Río Tena
        - Río Colonso
        - Río Pano

      - Río Hollín

    - Río Curaray
      - Río Cononaco

    - Río Aguarico
      - Río Cuyabeno

    - Río Yasuní
    - Río Tiputini
    - Río Coca
      - Río Salado
      - Río Quijos
        - Río Papallacta
        - Río Cosanga
        - Río Oyacachi

    - Río Payamino

  - Río Marañón (Perú)
    - Río Tigre
      - Río Corrientes
      - Río Conambo
      - Río Pintoyacu oder Río Pindoyacu

    - Río Pastaza
      - Río Patate
        - Río Culapachán
          - Río Cutuchi
            - Río Illuchi
            - Río Nagsiche

          - Río Ambato
            - Río Alajua
            - Río Pachanlica
              - Río Mocha

        - Río Cutzatahua

      - Río Chambo
        - Río Cebadas

      - Río Huasaga
      - Río Puyo
        - Río Pambay

      - Río Palora
      - Río Bobonaza

    - Río Morona
      - Río Cangaime
        - Río Macuma

    - Río Santiago
      - Río Zamora
        - Río Malacatos
        - Río Jipiro
        - Río Tambo Blanco
        - Río San Francisco
        - Río Sabanilla
        - Río Bombuscaro
        - Río Jamboé
        - Río Nambija
        - Río Yacuambi
        - Río Chicaña
        - Río Nangaritza
        - Río Pachicutza
        - Río Chuchumbletza
        - Río Bomboiza

      - Río Namangoza
        - Río Negro
        - Río Paute
          - Río Santa Bárbara oder Río Gualaceo
          - Río Cuenca oder Río Matadero
            - Río Machángara
            - Río Tomebamba
            - Río Yanuncay
              - Río Tarqui

      - Río Yaupi
      - Río Upano

    - Río Chinchipe
    - Río Catarama

## Pazifischer Ozean
- Río Patía
  - Río Carchi oder Río Guáitara
    - Río Pun
- Río Mataje
- Río Mira
  - Río Chota
  - Río Blanco
  - Río Lita
  - Río San Juan
- Río Cayapas
  -     - Río Hoja Blanca
    - Río Agua Clara

  - Río San Miguel
  - Río Onzole
  - Río Santiago
- Río Verde
- Río Esmeraldas
  - Río Guayllabamba
    - Río San Pedro
      - Río Cachaco
      - Río Santa Clara
        - Río Sambache

      - Río Pita
      - Río Machángara

    - Río Chiche
      - Río Huangai

    - Río Guambi
    - Río Santiago
    - Río Coyago
      - Río Chitayacu

    - Río Pisque
      - Río San José
        - Río Chimba

      - Río Guachalá

    - Río Íntag
      - Río Apuela
      - Río Azabí
      - Río Guayaquil

    - Río Alambi
      - Río Tulipe
        - Río Blanco

    - Río Pachijal
      - Río San José

    - Río San Dimas

  - Río Blanco
    - Río Saloya
      - Río Cinto

    - Río Mindo
      - Río Verde Chico

    - Río Toachi
      - Río Pilatón
        - Río Chictoa

      - Río Sarapullo

    - Río Mulaute
      - Río Cocaniguas
        - Río Del Paso

    - Río Bravo
      - Río Salazar

    - Río Caoní
      - Río Achiote
      - Río Silanche

    - Río Sábalo
      - Río Junta Brava

    - Río Quinindé

  - Río Canandé
  - Río Viche
  - Río Tiaone
- Río Atacames
- Río Muisne
- Río Cojimies
- Río Jama
- Río Chone
  - Río Carrizal
- Río Portoviejo
- Río Jipijapa
- Río Guayas
  - Río Taura
  - Río Daule
    - Río Pula
    - Río Magro oder Río Pedro Carbo
    - Río Colimes
      - Río Boqueron

    - Río Puca
      - Río Zapote
      - Río Zapotal
      - Río El Pescado

    - Río Congo

  - Río Babahoyo
    - Río Chimbo oder Río Yaguachi
      - Río Milagro
      - Río Chanchán

    - Río Vinces
      - Río Palenque

    - Río Catarama
      - Río Zapotal

    - Río San Pablo
- Río Cañar
- Río Balao
- Río Jubones
- Río Arenillas
- Río Zarumilla
- Río Puyango oder Río Tumbes
- Río Chira
  - Río Catamayo
    - Río Calvas